# São José dos Pinhais
São José dos Pinhais es un municipio brasileño del estado de Paraná, localizado a una latitud de 25º32'05" sur y a una longitud de 49º12'23" oeste, estando a una altitud de 906 metros sobre el nivel del mar.
Es una ciudad media, la segunda más poblada de la mesorregión y su población viene en aumento: en 2000 era de aproximadamente 196.000 habitantes; y en 2006, el número supera los 260.000 habitantes. 
São José dos Pinhais posee una economía en pleno desarrollo, debido a la presencia del Aeropuerto Internacional Afonso Pena, y de grandes fábricas de auto-piezas, que se instalaron junto a multinacionales como Audi y la prestigiosa marca francesa automotriz Renault. La ciudad es también sede de la famosa red de perfumes y cosméticos "O Boticário".
El comercio es autónomo en relación con Curitiba, la capital del estado, distante a 10 kilómetros del centro de São José dos Pinhais, con grandes supermercados y una enorme variedad de tiendas, que se concentran principalmente en las mediaciones de la calle XV de Novembro, desde la plaza principal hasta la carretera BR376.
Posee dos terminales de ómnibus: la "Central", al inicio de la calle XV de Novembro, y "Afonso Pena", en la avenida Rui Barbosa, principal arteria entre las dos grandes carreteras (BR-376 y BR-277) que dividen al municipio en tres grandes regiones.
El nombre São José dos Pinhais traducido al español significa San José de los Pinos.